# Linné (krater)
Krater Linné je maleni udarni krater na Mjesecu, točnije na zapadnom dijelu Mora Vedrine (Mare Serenitatis). Najbliži imenovani krater je Banting na jugoistoku. Procjenjuje se da je starost kratera Linné nekoliko desetaka milijuna godina. Promjera je 2,4 km, a dubina 0,6 km. Najnovija promatranja ukazuju da ima oblik izvrnutog čunja. 
1866. je godine iskusni promatrač Mjeseca Johann Friedrich Julius Schmidt iznio iznenađujuću tvrdnju da je Linné promijenio svoj izgled. Umjesto normalnog, donekle dubokog kratera postao je bijelom mrljom. Pojavila se kontroverza koja je trajala desetljećima. Neki smatraju da prilikom nepovoljnih uvjeta, ovaj krater postaje slabije vidljiv sa Zemlje. (vidi također: Prijelazni Mjesečevi fenomeni).
Nazvan je po Carlu Linnéu.

## Vanjske poveznice
|  | Zajednički poslužitelj ima još gradiva o temi Linné (krater) |

- LTO-42A4 Linne — L&PI topografska karta